# 湯原元一
湯原 元一（ゆはら もといち、1863年9月24日（文久3年8月12日） - 1931年（昭和6年）10月4日）は、明治時代から昭和初期にかけての日本の教育者、文部官僚。号は易水。
東京音楽学校（東京芸術大学音楽学部の前身）および東京女子高等師範学校（お茶の水女子大学の前身）校長、東京高等学校（東京大学教養学部の前身の一つ）初代校長を歴任した。

## 来歴・人物
佐賀藩士肥前石井氏家に生まれる。 実父は医師。幼少時に母方の湯原家を継ぐ。幼少期、佐賀藩藩校で学び、のち、それを改造した勧興小学校（佐賀藩校弘道館の流れを汲む）で学んだ。実父の勧めもあって、東京帝国大学医学部に進学し、卒業。しかし、医師にはならずに文部省に入省する。1889年（明治22年）3月から福岡県立尋常中学修猷館を皮切りに、全国各地の公立尋常中学校で教諭として教鞭をとる。新潟県庁、北海道庁に出向し、教育行政の指揮にあたった後、再び教育の現場に復帰し、第五高等学校教授に就任。その時、同僚に夏目漱石や小泉八雲がおり、親交を深める。1907年（明治40年）には東京音楽学校長（後の東京藝術大学）に就任。1917年（大正6年）には東京女子高等師範学校長（後のお茶の水女子大学）に、1921年（大正10年）には東京高等学校初代校長に就任した。1930年7月1日、東京高等学校名誉教授となる。
湯原の教育姿勢は、欧米流の自由主義教育を基調とし、生徒を理不尽に縛らずに、主体性を重んじたという。また、過去の慣例にとらわれず、学校改革も推進し、有能な教師を抜擢したりした。日本の童謡の先駆者吉丸一昌は、第五高校時代の教え子であり、湯原が東京音楽学校長に就任した際、教授に抜擢した人物であった。
小学唱歌教科書編纂委員会委員長として芳賀矢一、吉丸一昌らと共に「故郷」「春が来た」などの「尋常小学唱歌」の編纂に関わった。
青山霊園の江副廉蔵の墓碑を書いている。

## 栄典
- 1891年（明治24年）12月21日 - 正八位[7]
- 1916年（大正5年）7月31日 - 従四位[8]

## 親族
- 尾高鮮之助 - 長女、愛の夫[9]。東洋美術研究家。（日本の実業家。富岡製糸場の初代場長 尾高惇忠の孫）
- 金子元三郎 - 妻、トクの兄[9]。日本の実業家、政治家。衆議院議員、貴族院多額納税者議員

## 著作
- 「ヘルバルト派教育学説の全盛時代」（国民教育奨励会編纂 『教育五十年史』 民友社、1922年10月 ／ 国書刊行会〈明治教育古典叢書〉、1981年4月 ／ 日本図書センター、1982年1月）
- 「普選と教育」（社団法人東京放送局編 『ラヂオ講演集 第一輯』 日本ラジオ協会、1925年11月、71-78頁） - 1925年3-4月に東京放送局が放送したもの。
- 『湯原先生記念出版 易水想波』 湯原先生記念会編、東京開成館、1928年3月

著書
- 『教育学提綱』 金港堂書籍、1894年7月
- 『教育学講義 第一輯』 開発社、1899年6月
- 『教育と経済』 金港堂書籍、1902年3月
- 『学校貯金論』 金港堂書籍、1905年2月
- 『都市教育論』 金港堂書籍、1913年5月
- 『欧米通俗教育の実際』 金港堂書籍、1913年11月
- 『欧米 教育界の新趨勢』 金港堂書籍、1914年2月
- 『生活及社会観』 東京宝文館、1914年9月
- 『新青年団』 晩成処、1915年10月
- 『最近 教育学界の二大思潮』 晩成処、1915年4月
- 『教育及教育学の改造 : 実際的教育の主張』 晩成処、1916年1月
- 『戦時の独逸国民』 中央報徳会、1916年5月
- 『自傷録』 実業之日本社、1916年6月
- 『公民及勤労教育』 晩成処、1916年10月
- 『青年団及其教育』 晩成処、1917年4月
- 『教育と文化』 天佑社、1920年5月
- 『教育改造と社会』 天佑社、1921年2月
- 『思想問題の側面観』 京文社、1921年
- 『遊華詩誌』 湯原元一、1924年12月

訳書
- 『倫氏 教育学』 金港堂書籍、1893年5月
  - 『倫氏教育学』 国書刊行会〈明治教育古典叢書〉、1981年4月
- 『倫氏 教授学』 金港堂書籍、1896年6月
  - 仲新ほか編 『近代日本教科書教授法資料集成 第3巻』 東京書籍、1982年9月
- 『慕氏 小学管理法』 岩田巌次郎共訳、金港堂書籍、1897年3月
- 『倫氏 教育学教科書』 金港堂書籍、1901年8月

編書
- 『普通 教授新論』 金港堂書籍、1892年11月
- 『稿本 日本歴史綱目』 育英堂、1893年8月
- 『教育的心理学』 金港堂書籍、1899年6月
- 『画趣及ビ詩味』 金港堂書籍、1903年12月

## 関連文献
- 「正三位勲二等湯原元一東京高等学校名誉教授ノ名称ヲ授クルノ件」（国立公文書館所蔵 「任免裁可書・昭和五年・任免巻四十」）
- 「湯原元一」（藤原喜代蔵著 『人物評論 学界の賢人愚人』 文教会、1913年2月）
  - 藤原喜代蔵編 『教育界人物伝』 東出版〈辞典叢書〉、1997年9月、ISBN 487036056X
- 「倫氏 教育学」（唐沢富太郎解説 『明治教育古典叢書 第II期解説』 国書刊行会、1981年4月）
  - 唐沢富太郎 「湯原元一 : ヘルバルト派教育思想の紹介」（唐沢富太郎編著 『図説 教育人物事典 : 日本教育史のなかの教育者群像 上巻』 ぎょうせい、1984年4月）
- 「若き日の湯原元一とテオドール・ケルナー論」（上村直己著 『九州の日独文化交流人物誌』 熊本大学文学部地域科学科、2005年2月訂正二版）